# دیتمار لورنز
دیتمار لورنز (انگلیسی: Dietmar Lorenz؛ زادهٔ ۲۳ سپتامبر ۱۹۵۰) جودوکار اهل آلمان بود.
وی در مسابقات کشوری و بین‌المللی در مجموع برندهٔ ۵ مدال طلا، ۴ مدال برنز شده‌است.